# ボッシ＝ボノミ ペダリアンテ

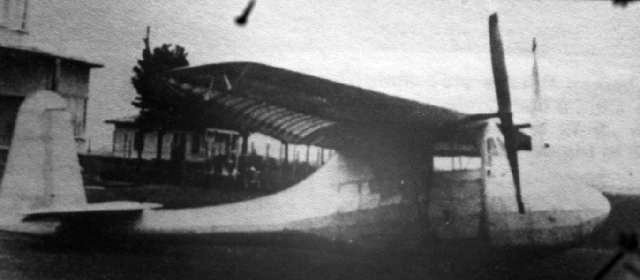
ボッシ＝ボノミ ペダリアンテ

ボッシ＝ボノミ ペダリアンテ（Pedalianteはイタリア語で、ペダル・グライダー）は1930年代のイタリアで造られた人力飛行機である。
エネア・ボッシ(Enea Bossi)とヴィットリオ・ボノミ(Vittorio Bonomi) によって設計された。1936年に際立って体力のあるパイロット、(エミリオ・カスコ)の操縦で、人力だけで飛行したとされる。カタパルトを使った離陸により1km以上の飛行に成功した。

## 概要
1932年にエネア・ボッシはたった1馬力のエンジンの飛行が成功したという話を聞いて、人の乗った飛行機が必要とする馬力を計算した。計算結果は0.94馬力が求められ、人力飛行が可能であると結論した。フィラデルフィアに旅行した時､牽引されて離陸するグライダーの速度を調べ、プロの自転車選手を雇って、グライダーを牽引させた。はかりを牽引ロープに取付で牽引する力を測定した。結果は上昇に必要な速度は実現可能であることを裏付けた。次の実験はパリで行われ、ボッシの設計したプロペラ推進の自転車が実験された。操縦者は時速37kmの速度に達したが、プロペラのジャイロ効果によるトルクによって自転車は不安定であり、ボッシは反転プロペラを採用する必要があると結論した。
1933年にフランクフルト工業協会(Frankfurt Polytechnische Gesellschaft)が人力飛行の成功者に賞金を出すことを決め、当時ドイツの活動をイタリアがまねることの多い時代であったので、イタリア政府も1km以上を人力飛行機で飛行したイタリア人に100,000リラの賞金を与えることを発表した。ボッシはアメリカの市民権を得ているので受賞資格はなかったが、挑戦をおこなった。
ペダリアンテと名付けられた機体は一般的なグライダーの特徴と構造を用いた。翼巾17.7mで翼面積23.4 m2、アスペクト比、約13.4の主翼を持つ流線型の単葉機で、直径2mの2つの合板製のプロペラが付けられた。 操縦士は若干上向きに座りペダルからチェーンで動力は伝えられ、シャフト、ベベルギアを介して2つのプロペラが駆動された。イタリアのグライダー製造者、ヴィットリオ・ボノミが製造し、イタリア空軍省が、通常の動力機と同様の安全性をもとめるなどしたために機体重量は増加した。
ボッシとボノミは、非常に強い自転車選手で軍人のエミリオ・カスコをパイロットにした。数週間の練習の後、1936年の初め約90mの飛行に成功し史上初の人力による持続的な飛行となった。後の計算ではこの飛行はエミリオ・カスコの身体能力によるところが大きく常人では不可能であるとされる。さらに推力が必要だと思われ、プロペラの直径を2.25mにされた。推力を増しても要求される1kmの飛行を行うためには重量過多であることがわかった。ドイツで作られた人力飛行機HV-1 Mufli (Muskelkraft-Flugzeug)は1935年に235mを飛び、1937年に補助離陸装置を使って712mの飛行に成功した。
9mの高さのカタパルトを使って、1936年9月13日に数百mの飛行を行い、1937年3月18日ミラノのチニゼッロ空港で9mの高さから離陸して1kmの飛行に成功した。カタパルトの使用は許さない規則のため賞金は得ることができなかったが、ドイツのMufliと並んで、当時としては最も優れた人力飛行機であった。